# Бероун (район)

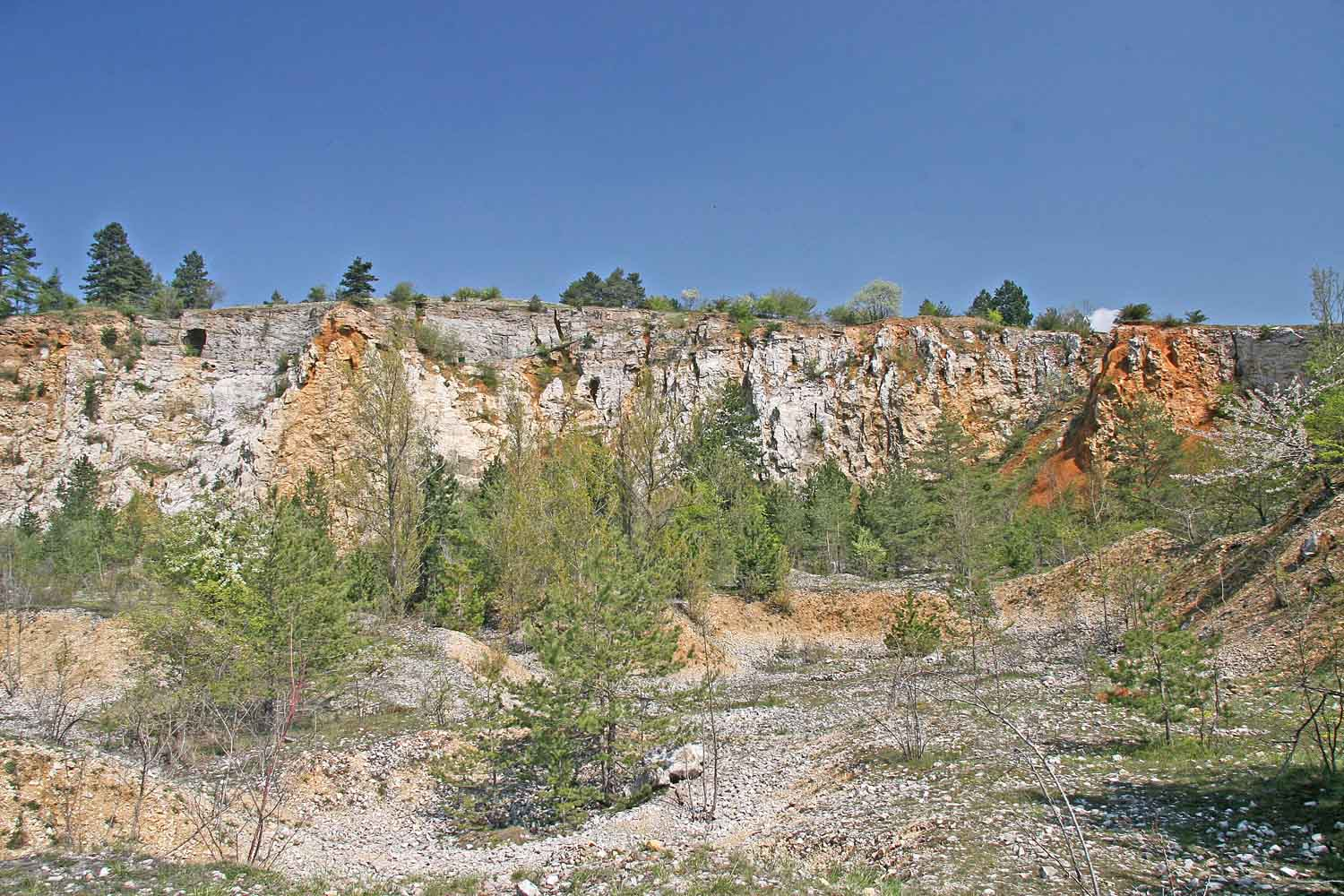
Руины крепости Тетин (замок)

Бероун (чеш. Okres Beroun) — один из 12 районов Среднечешского края Чешской Республики. Административный центр — город Бероун. Площадь района — 661,91 кв. км., население составляет 84 025 человек.

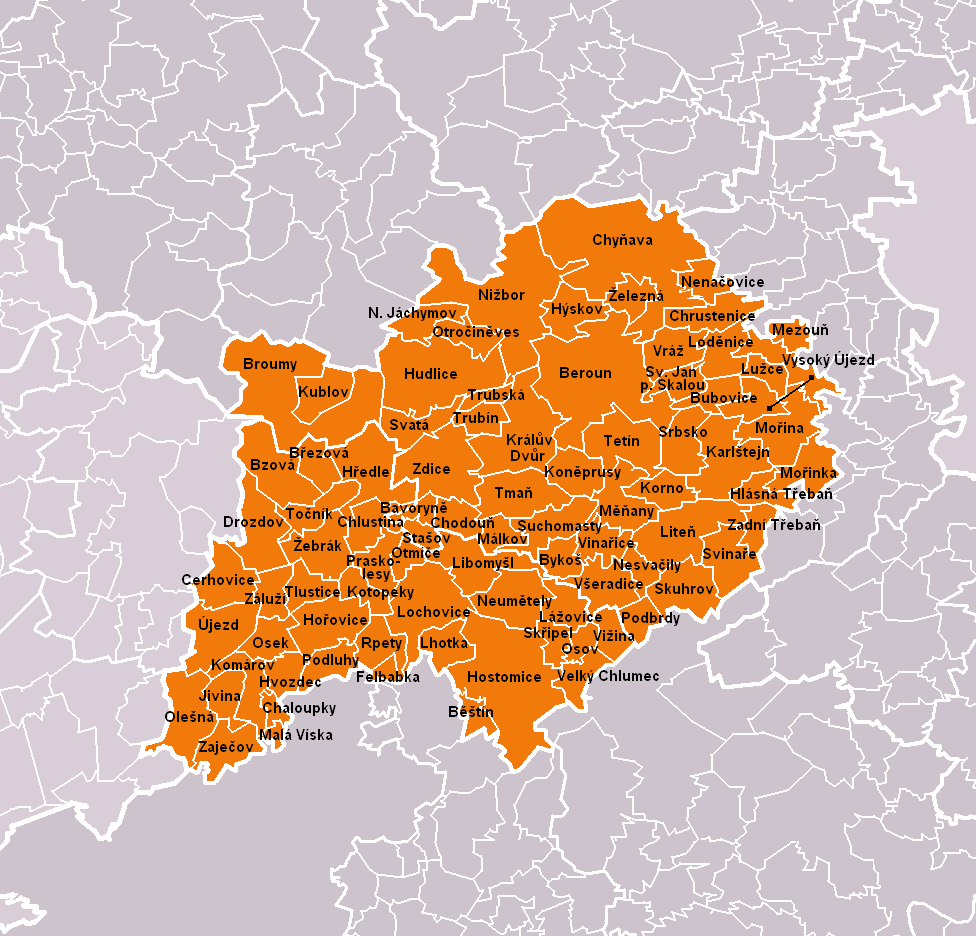
Муниципалитеты района Бероун

В районе насчитывается 85 муниципалитетов, из которых 6 — города.

## География
Район расположен в западной части края. Граничит с районами Пршибрам, Кладно, Раковник и Прага-запад Среднечешского края; Рокицани Пльзенского края.

## Города и население
Данные на 2009 год:
| Город       | Население |
| ----------- | --------- |
| Бероун      | 18 728    |
| Горжовице   | 6 854     |
| Кралув-Двур | 6 631     |
| Здице       | 4 103     |
| Жебрак      | 2 171     |
| Гостомице   | 1 598     |

| Всего          | Женщин           | Мужчин           |
| -------------- | ---------------- | ---------------- |
| 84 025 (100 %) | 42 284 (50,32 %) | 41 741 (49,68 %) |

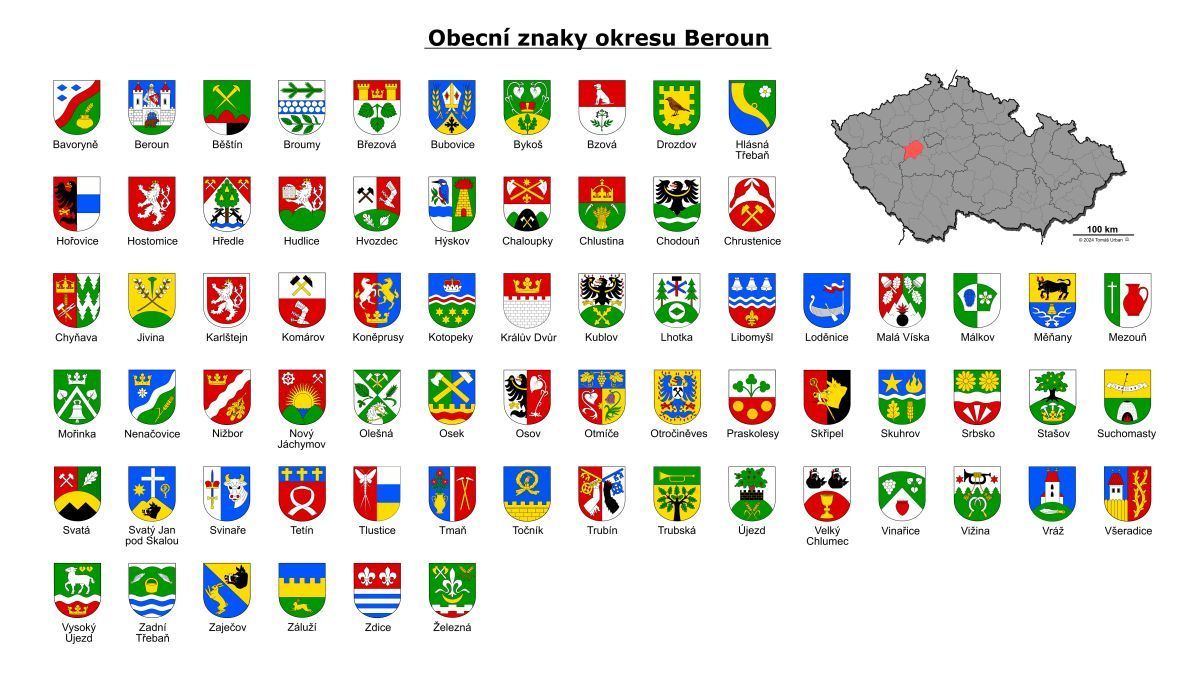
Гербы общин района Бероун

Средняя плотность — 127 чел./км²; 47,71 % населения живёт в городах.

## Палеогенетика

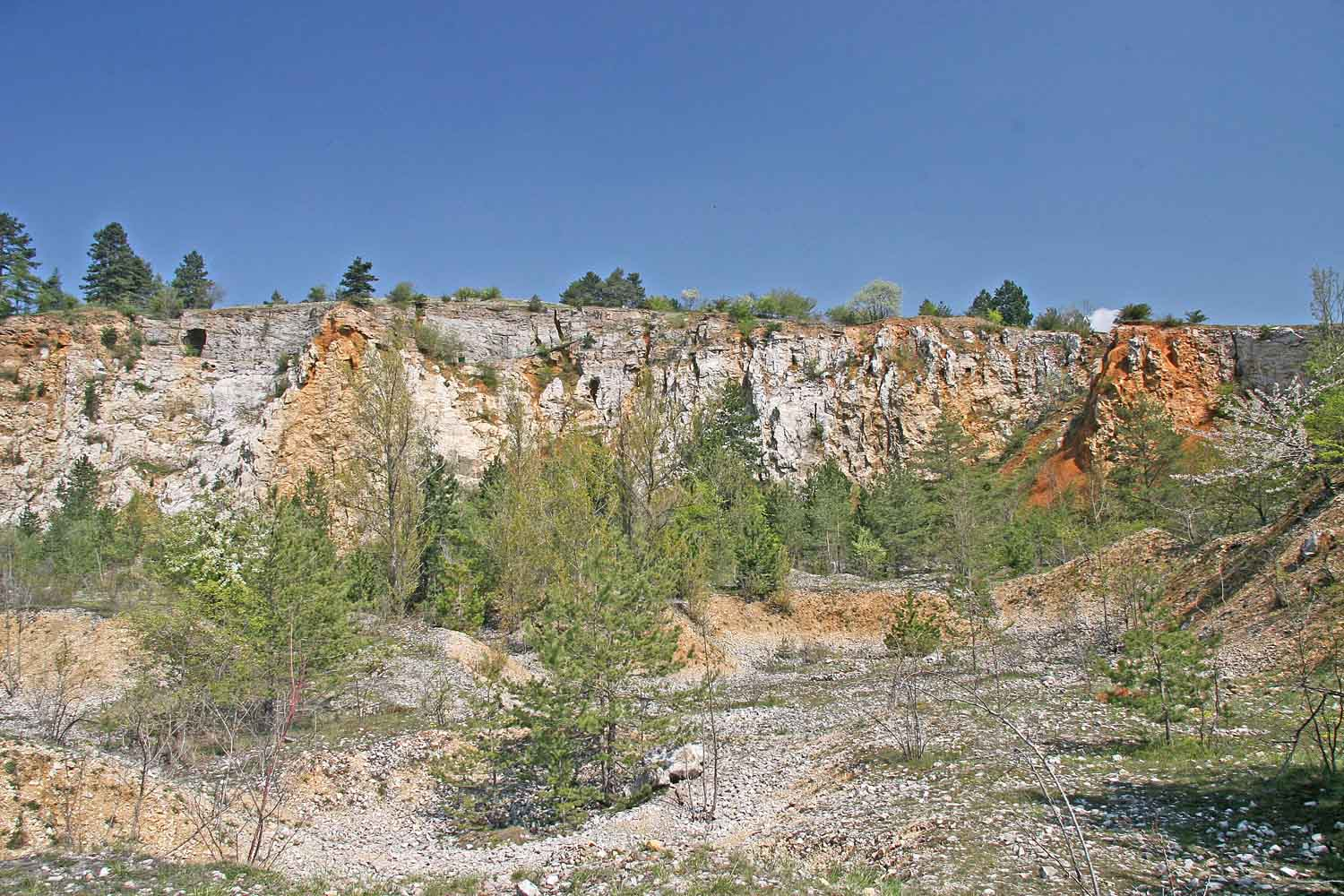
Стена карьера с входом в Конепрусские пещеры

- У женского черепа из Конепрусских пещер[чеш.] на холме Золотой конь[чеш.] возрастом 45 тысяч лет определена митохондриальная гаплогруппа N[1]. Геном темнокожей, темноволосой и кареглазой женщина Zlatý kůň имеет 3% примеси неандертальской ДНК, которая, вероятно, имеет происхождение от давнего скрещивания на Ближнем Востоке, а не от недавнего контакта. Женщина родилась через 60—80 поколений (примерно 2000—3000 лет) после скрещивания её предков с неандертальцами, тогда как усть-ишимский человек унаследовал свои более короткие неандертальские фрагменты ДНК примерно через 85—100 поколений после того же эпизода скрещивания. Это говорит о том, что чешская самка жила раньше усть-ишимца, ранее 45 000 лет назад. Геном Zlatý kůň, в отличие от геномов людей из болгарской пещеры Бачо Киро, не был более тесно связан с древними азиатами, чем с европейцами. Это говорит о том, что она происходила из древней популяции, которая еще не дифференцировалась генетически на азиатов и европейцев[2]. Геном Zlatý kůň не связан ни с геномами древних европейцев, ни с геномами современных европейцев, а это означает, что её потомки в этом регионе вымерли[1][3]. По гидроксипролину, одной из аминокислот в коллагене, была получена калиброванная дата 33 800 лет назад[4].
- У скелета юноши с ритуальной трепанацией черепа с Тетинского городища была секвенирована ДНК и идентифицирована Y-хромосомная гаплогруппа G2[5].